# Quadlips
Quadlips(쿼드립스)는 AKB48 그룹의 일본, 인도네시아, 태국, 필리핀의 음악 그룹이다. 2023년 10월 29일에 결성해, 2024년 싱글 'Catch me Kiss me'로 데뷔했다.

## 멤버
- HINA(본명:아오우미히나노) (SKE48)-일본 아이치현 나고야시
- FENI(본명:페니피트리얀티) (JKT48)-리더/인도네시아 자카르타
- FAME(본명:난타팍낏띠랏따나위왓) (BNK48)-태국 방콕
- COLE(본명:애슐리니콜타나엘소메라) (MNL48)-필리핀 마닐라

## 음반

### 싱글
1. Catch me Kiss me (2024년 3월 11일)
2. Over Drive (2024년 5월 20일)
3. CHECKLIST (2024년 8월 12일)